# Força Aérea Polaca
A Força Aérea Polaca/Polonesa (em polaco: Siły Powietrzne) é o ramo aéreo das Forças Armadas Polacas.
Até 1 de julho de 2004, foi oficialmente conhecida como "Wojska Lotnicze i Obrony Powietrznej; Força Aérea e Defesa Aérea". Em 2013, consistia de aproximadamente 16.627 militares e cerca de 355 aeronaves, distribuídas entre 10 bases em toda a Polónia. A Siły Powietrzne é atualmente uma das mais avançadas da Europa Central, equipada desde 2008 com o caça F-16 Fighting Falcon.

## História

### 1918–1922

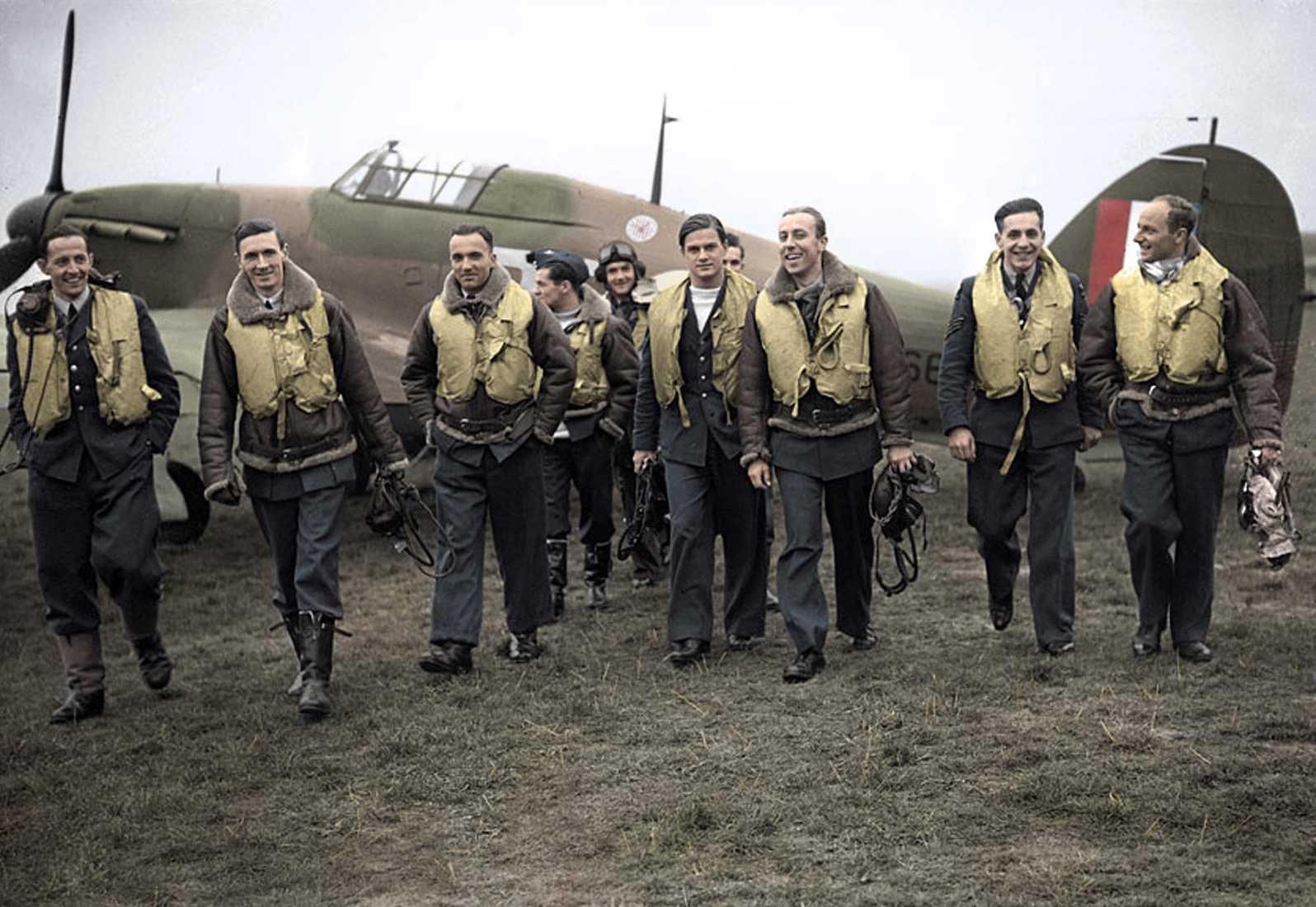
Pilotos do esquadrão 303 polonês durante a Batalha da Grã-Bretanha

A aviação militar na Polónia começou logo depois que o país recuperou a sua independência após a Primeira Guerra Mundial, em novembro de 1918. Inicialmente, a sua força aérea consistia em aeronaves em sua maioria alemãs e austríacas, como o Fokker D.VII, Oeffag D.III e Albatros JI, capturados das antigas Potências Centrais. Estes aviões foram utilizados pela primeira vez pela força aérea polonesa na Guerra Polaco-Ucraniana, no final de 1918, durante as operações de combate centradas em torno da cidade de Lwów (agora Lviv).

### 1939
Em 1 de setembro de 1939, no início da invasão da Polónia, todos os aviões de combate poloneses foram dispersos para aeródromos secundários, contrariando a crença comum, baseada na propaganda alemã, de que todos foram destruídos por bombardeios em suas bases aéreas. As aeronaves destruídas por bombardeiros alemães nos aeródromos eram principalmente treinadores. Os combatentes foram agrupados em 15 esquadras; cinco deles constituíam a Brigada de Perseguição, implantada na área de Varsóvia. Apesar de obsoletos, os caças poloneses PZL-11 abateram mais de 170 aeronaves alemãs. Os bombardeiros atacaram colunas terrestres blindadas, mas sofreram pesadas perdas. Sete esquadras de reconhecimento e 12 de observação, implantadas em exércitos particulares, foram usados principalmente para reconhecimento. Parte da Força Aérea Polonesa foi destruída na campanha; as aeronaves sobreviventes foram capturadas ou retiradas para a Romênia, Hungria, Lituânia, Letônia, Eslovênia ou Suécia, cujas forças aéreas posteriormente empregaram essas aeronaves para uso próprio (no caso da Romênia até 1956); Um grande número de pilotos e tripulantes conseguiram escapar para a França e depois para a Grã-Bretanha, onde desempenharam um papel significativo na defesa do Reino Unido contra a invasão nazista, durante a Batalha da Grã-Bretanha. Antes do conflito, a Polônia também comprou 234 aviões no exterior. Os primeiros estavam na entrega quando o conflito começou. Estes foram Hawker Hurricane (14 aviões), Morane-Saulnier 406 (120 aviões) e Fairey Battle (100 aviões). O navio SS Lassell com 14 Hawker Hurricanes a bordo deixou Liverpool em 28 de agosto de 1939, as entregas da França também estavam a caminho quando o conflito eclodiu.

### Atualmente
Após a convulsão política e o colapso da União Soviética em 1991, e uma consequente redução do estado de ansiedade militar em toda a Europa, a Força Aérea Polonesa viu reduções de tamanho. Ao longo da década de 1990, a Polônia não havia comprado nenhum novo avião de combate e só conseguiu adquirir mais MiG-29 da República Tcheca em 1995 e da Alemanha em 2004. Os últimos MiG-21 foram finalmente retirados de serviço em 2003. Em 2004, as únicas aeronaves de combate restantes eram o MiG-29 e o Su-22. A partir de 2010, a frota de Su-22 precisava de modernização e seu futuro não é claro.
Em 2002, o F-16C/D Block 52+ da empresa americana Lockheed Martin foi escolhido como novo caça multifunção do país e as primeiras entregas ocorreram em novembro de 2006 e continuaram até 2008 sob o programa Peace Sky. A partir de 2011, a Força Aérea Polonesa tem três esquadrões de F-16: dois estacionados na 31ª Base Aérea Tática perto de Poznań e o 10º Esquadrão Tático na 32ª Base Aérea perto de Łask. A aquisição do F-16 dos EUA não ocorreu sem a concorrência feroz das empresas aeroespaciais europeias; a venda foi fortemente perseguida pela empresa francesa Dassault, com seu Mirage 2000 e pela empresa sueca Saab, com o JAS 39 Gripen.
Entre junho de 2010 e dezembro de 2017, a maioria dos voos oficiais foram servidos por dois Embraer E-175 alugados operados pela LOT Polish Airlines.

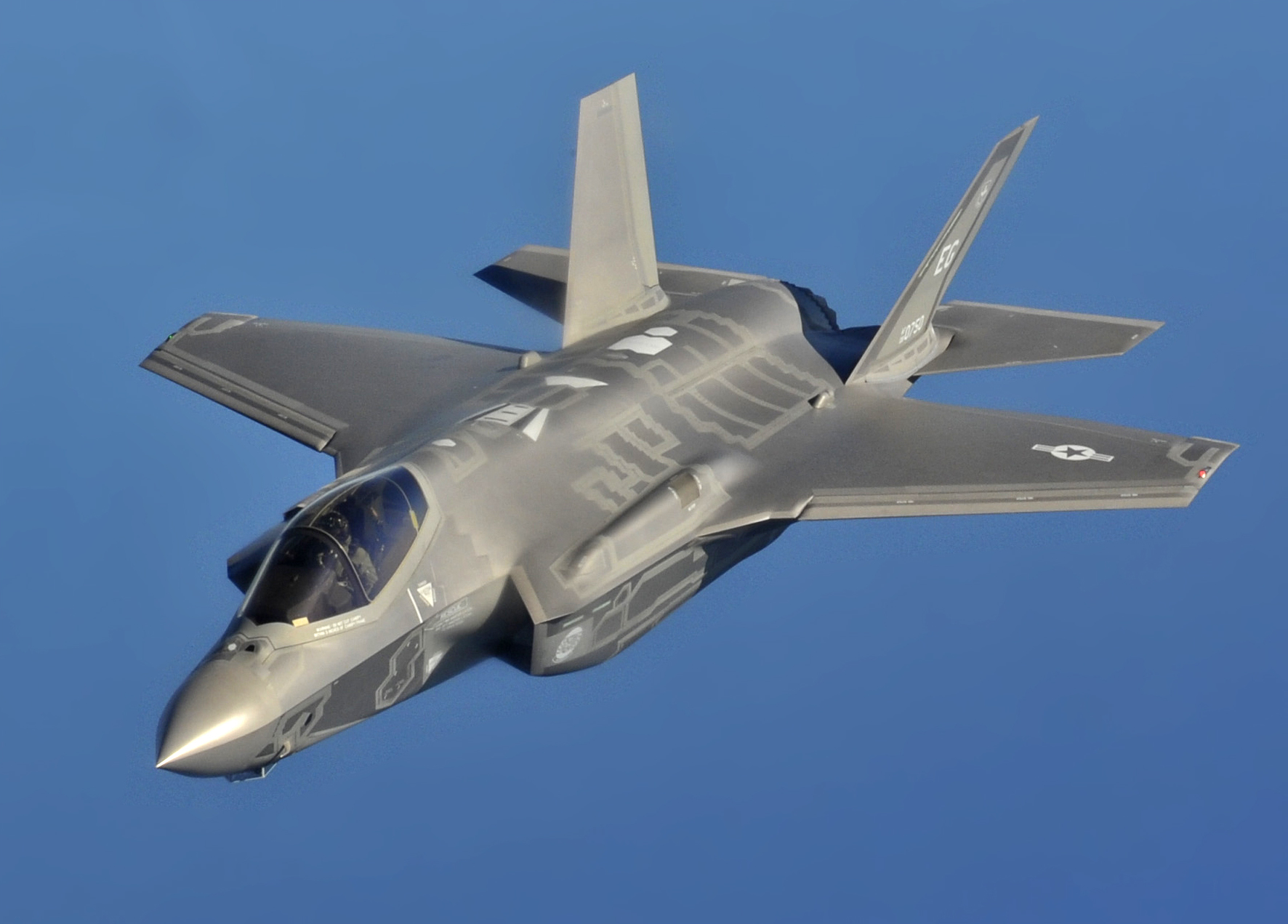
F-35 encomendado pela Polónia

Em 31 de março de 2017, foi assinado um acordo com a Boeing para fornecer dois Boeing Business Jet e um Boeing 737-800 para o transporte do chefe de estado e do governo.
Em 28 de maio de 2019, o Ministro da Defesa polonês anunciou que a Polónia havia enviado um pedido para a aquisição de 32 aeronaves F-35A. Em 11 de setembro de 2019, a Agência de Cooperação de Segurança do Departamento de Defesa anunciou que a Polónia havia sido autorizada a comprar 32 caças F-35A, juntamente com equipamentos associados, por um custo estimado de US$ 6,5 bilhões. Em 27 de setembro de 2019, o Congresso dos EUA aprovou a venda. Em 31 de janeiro de 2020, a Polónia assinou um acordo de US$ 4,6 bilhões para 32 caças F-35.
Em 8 de março de 2022, o governo polonês ofereceu transferir toda a sua frota de MiG-29 para o governo dos EUA pela Base Aérea de Ramstein como ajuda à força aérea ucraniana contra a invasão russa em andamento em troca de aeronaves com capacidades operacionais correspondentes (provavelmente outros F-16).

## Frota

### Aeronaves
| Aeronave             | Origem               | Tipo                 | Em serviço           | Notas                |
| Aeronaves de Combate | Aeronaves de Combate | Aeronaves de Combate | Aeronaves de Combate | Aeronaves de Combate |
| -------------------- | -------------------- | -------------------- | -------------------- | -------------------- |
| MiG 29               | União Soviética      | Caça multiúso        | 23                   |                      |
| Sukhoi Su-22         | União Soviética      | Caça-bombardeiro     | 18                   |                      |
| F-35 Lightning II    | Estados Unidos       | Caça multiúso        |                      | 32 pedidos           |
| F-16                 | Estados Unidos       | Caça multiúso        | 48                   |                      |
| T-50 Golden Eagle    | Coreia do Sul        | Caça leve multiúso   |                      | 48 pedidos           |
| Transporte           |                      |                      |                      |                      |
| Boeing 737           | Estados Unidos       | Chefes de Estado     | 1 / 2                |                      |
| CASA C-295           | Espanha              | Transporte militar   | 16                   |                      |
| PZL M28              | Polónia              | Transporte militar   | 23                   |                      |
| C-130 Hercules       | Estados Unidos       | Transporte militar   | 5                    |                      |
| Gulfstream G550      | Estados Unidos       | Chefes de estado     | 2                    |                      |
| Helicoptéros         |                      |                      |                      |                      |
| Mil Mi-8             | União Soviética      | Utilitário           | 11                   |                      |
| PZL Mi-2             | Polónia              | Multiúso             | 16                   |                      |
| PZL W-3              | Polónia              | Utilitário           | 16                   |                      |
| Não tripulados       |                      |                      |                      |                      |
| Bayraktar TB2        | Turquia              | Utilitário           |                      | 24 pedidos           |

## Fotos

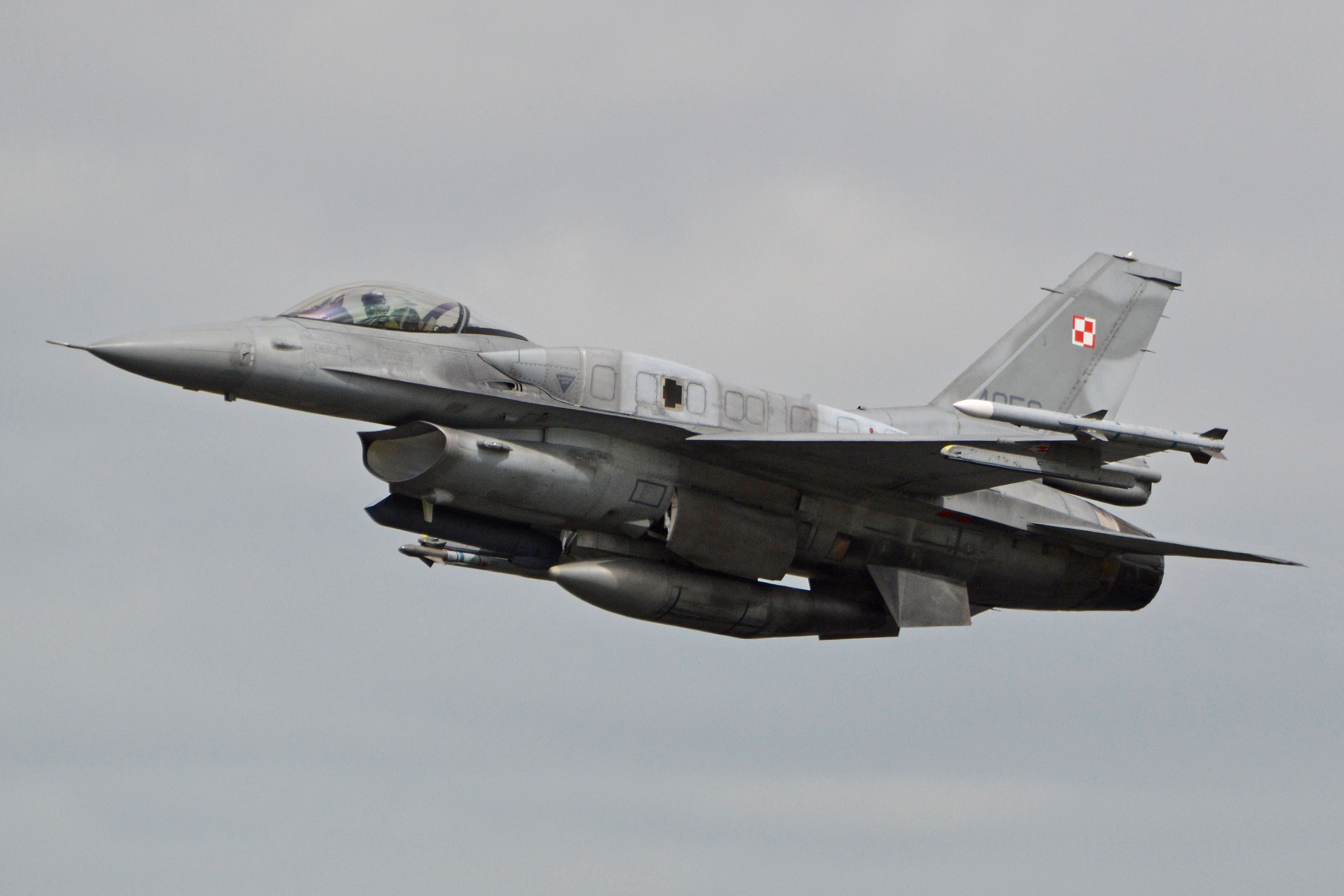
Um caça F-16, de fabricação americana, da Polônia.
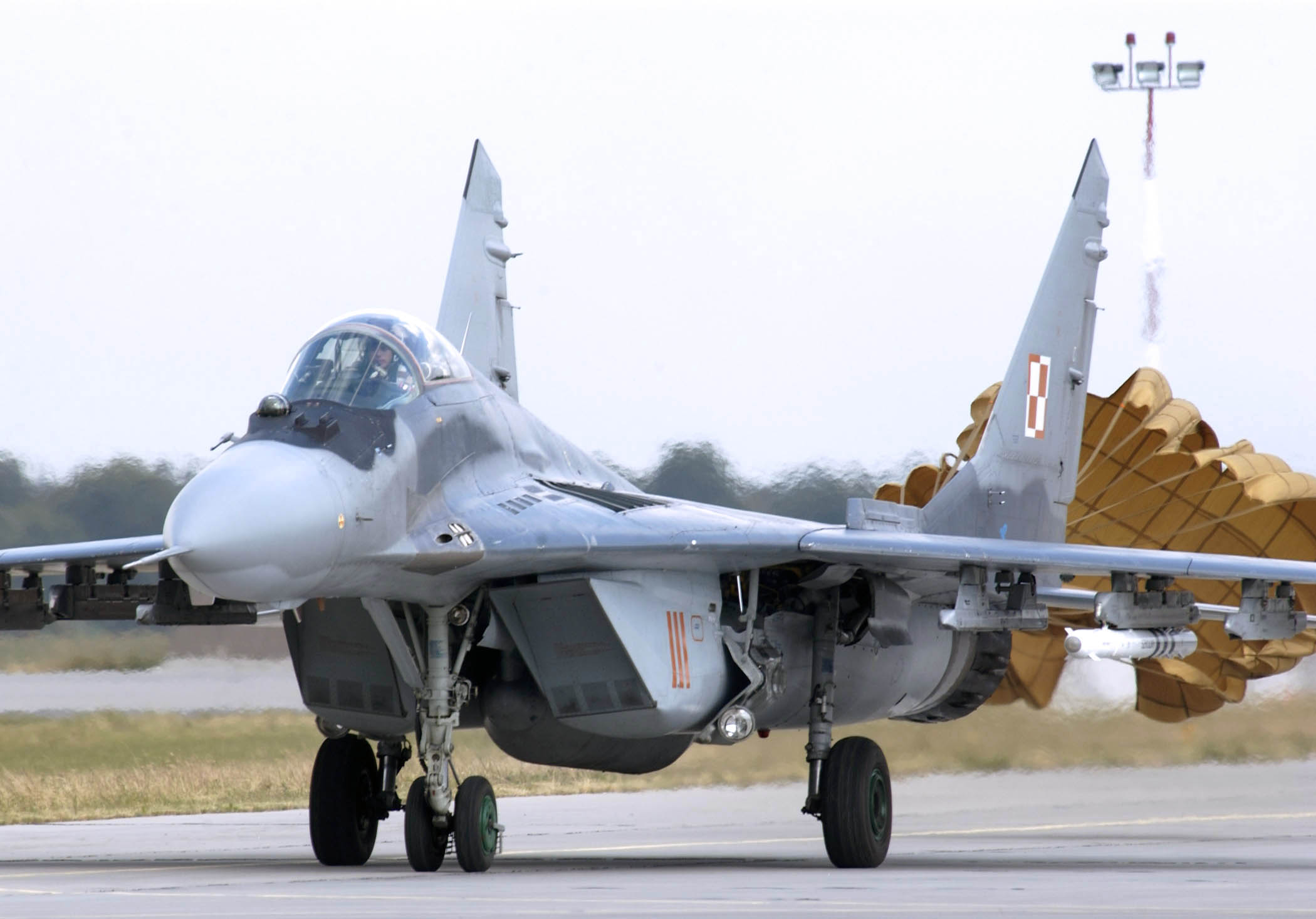
Um MiG-29, de fabricação russa, polonês.